# Dietilenotriamina
Dietilenotriamina (abreviado como DETA também conhecido como 2,2'-Diaminadietilamina) é um composto orgânico com fórmula HN(CH2CH2NH2)2.
DETA é um subproduto da produção da etilenodiamina a partir do 1,2-Dicloroetano.